# 山本權兵衛
山本權兵衛（やまもと ごんのひょうえ，1852年11月26日—1933年12月8日），諱盛武，日本西海道薩摩國鹿兒島郡加治屋町（今鹿兒島縣鹿兒島市加治屋町）人，海軍大臣、內閣總理大臣兼外務大臣。
山本年少參軍，參加過薩英戰爭及戊辰戰爭，後來加入海軍，官銜為海軍大將。於1898年至1906年出任海軍大臣，不單日俄戰爭中帶領海軍走向勝利，任內亦主導海軍軍備擴充計劃。
先後兩度拜相，但任期都不長。第一次出任首相是在1913年，於執政黨是政友會的情況下上任，任內修訂軍部大臣的任職資格，翌年因為西門子事件而被迫辭職。第二次任期始於1923年，而且他還兼任外相；但翌年便因為虎之門事件而辭職。

## 早年

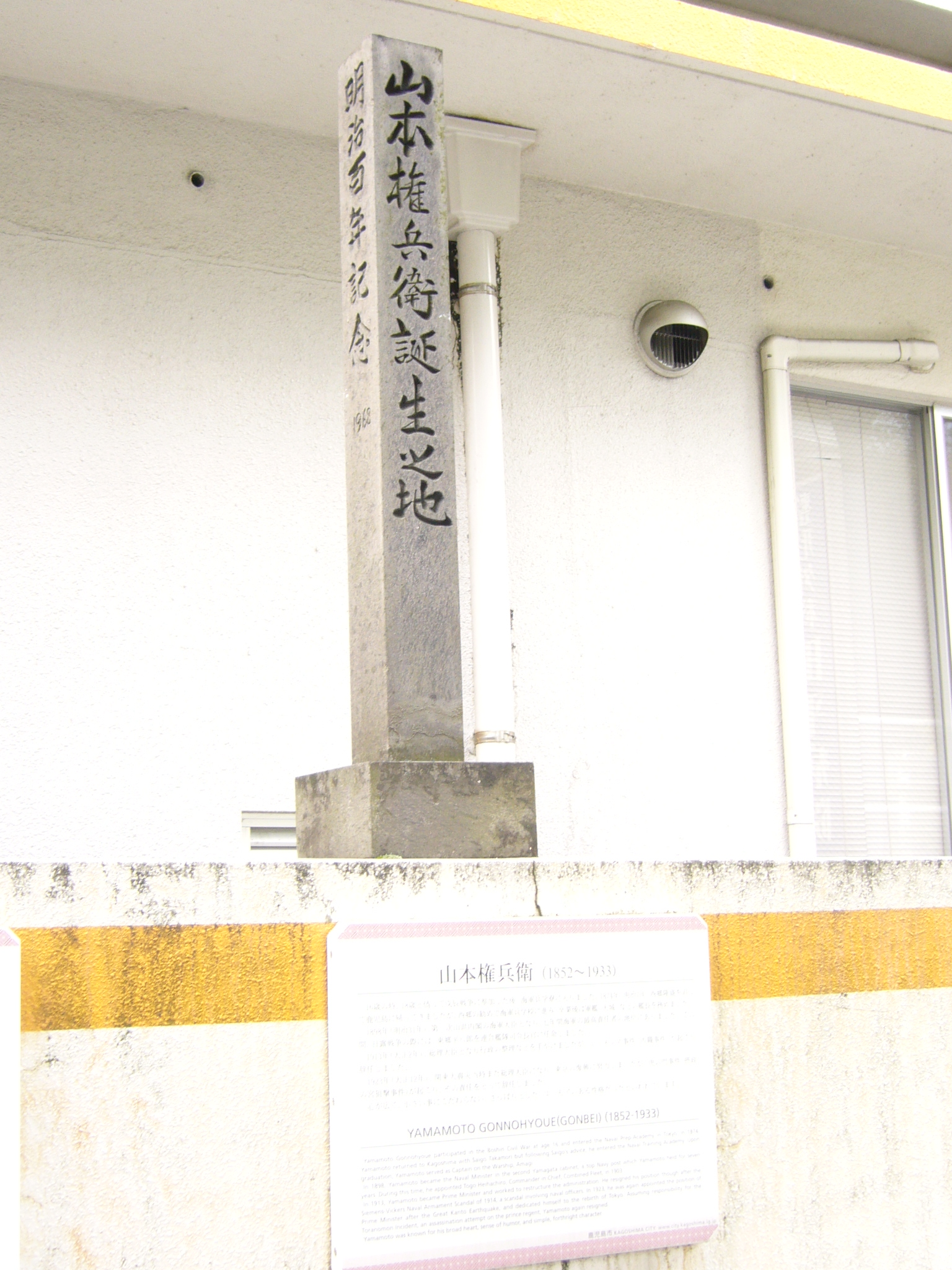
山本權兵衛的出生地紀念碑

山本1852年生於西海道薩摩國鹿兒島郡加治屋町（今鹿兒島縣鹿兒島市加治屋町），名諱盛武，幼名權兵衛，為薩摩藩藩士、右筆（書記）兼槍術師範（也就是槍術教師）山本盛珉的六男。少年時代的山本權兵衛希望從軍，惟其年齡尚小未有資格。山本以其壯健的身軀，成功矇騙考官加入軍隊，先後參與薩英戰爭及戊辰戰爭。
1869年，在同鄉西鄉隆盛介紹下，受到了勝海舟的薰陶後，決定成為海軍軍人，先後前往開成所（東京大學前身之一）以及海軍操練所（1870年改為海軍兵學寮，1876年改為海軍兵學校）。由於山本一早有實戰經驗，因此他並不服從當時的教官、沒有實戰經驗的近藤真琴。他經常如此批評近藤教官：「教官所說的，但在實戰中並非如此。」
1874年，山本曾經短暫待留鹿兒島，但在西鄉隆盛的勸告下，他最終還是回去了兵學寮，並且向時任海軍大輔川村純義道歉。同年山本畢業，是海軍兵學校第二期畢業生，為17席次中的第16席。

## 士官時代

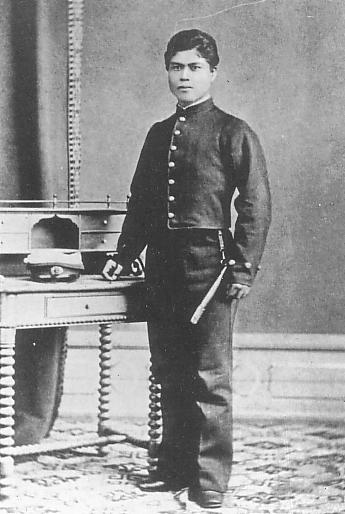
1877年的山本

1877年爆發西南戰爭，山本獲派遺前往德意志帝國，首次知道軍艦可以遠洋航行。同年任職海軍少尉。
1878年，他與新潟縣一名漁夫津澤鹿助的三女登喜子結婚。由於山本是海軍士官兼士族出身，而登喜子是平民出身，所以兩人的婚姻在當時是異例。另外，這個舉動在當時奉行精英主義的薩摩閥引起了不少問題。在其海軍中尉時期，時任海軍卿榎本武揚就曾經有限處分過山本。不過五個月後榎本就沒再擔任海軍卿，山本也就復職了。
在擔任「天城」艦長之後，1887年他出任海軍大臣傳令使，同年跟隨海軍次官樺山資紀的歐美視察旅行一年。1889年他獲晉升為大佐，之後出任「高雄」艦長，期間他完成了一項秘密任務，在韓國首爾漢城秘密會見袁世凱。之後他擔任過「高千穂」艦長。

## 海軍時代
1891年，被時任海軍大臣西鄉從道任命為海軍省大臣官房（後來改編為海軍省主事）。任內海軍軍令部被設立。
中日甲午战争时任海军大臣副官、军务局长兼将官会议成员，负责作战指导。因為實際上掌控了海軍機要事務而被稱為「權兵衛大臣」。在甲午战争中，日本得到了遼東半島，可在俄羅斯帝國的壓力下被迫歸還遼東半島給中國。受到了此等屈辱，山本在獲得西郷從道的支持下進行一系列人事改革。
1898年6月，在西鄉從道的推薦下，山本出任第二次山縣內閣的海军大臣。「打倒俄羅斯帝國軍隊」是他唯一的目標，認定了俄羅斯是日本的強敵，甚至公開說出了「為了讓俄羅斯軍艦全部殲滅，已經不惜犧牲一半的日本軍艦」這樣的話。
他認為海軍是日本國防最重要的部份，因此他任內主持海军军备扩充计划，積極推進海軍建設。當時山本是『六六艦隊計劃』（內容大概是配備戰艦6艘、裝甲巡洋艦6艘）的主導人，但面臨資金不足的問題。山本非常苦惱，找來西鄉從道商量，西鄉回道：「挪用預算吧.....如果議會追究，那就切腹吧。若果（死兩個人）就能買到軍艦，算是死得其所了！」山本聽後，決定冒著被追究的風險，挪用預算，最終建造出當時最先進的戰艦「三笠號」。
1899年，日本政府招募公費留學生，其中山本派出少佐佐藤鐵太郎等人到美國留學。佐藤在回國後寫了一本書，認為日本就是一個島國，必須建立起強大的海軍，隨即點燃「大海軍主義」這個主張。
另外他還致力改善海軍的伙食。當時海軍有很多軍人因飲食不均衡而導致腳氣病，高層發現英國海軍的咖喱飯包含肉類和蔬菜等食材，不單營養價值高，還能彌補白米的不足，山本於是引入英國咖喱，「日式馬鈴薯燉肉」、「咖喱飯」成為海軍指定伙食之一。
在國內，他改善了許多製鐵所、造船所；大量購買來自英國的炭作為燃料。主張強化英日同盟。
他参与准备和发动日俄战争。1904年2月5日，山本权兵卫下达了海军出击命令，拉开了日俄战争的序幕。
- 命令

联合舰队司令长官东乡平八郎
第3舰队司令长官片冈七郎
俄国的行动显示了敌对态度，帝国舰队应采取以下行动：
1．联合舰队司令长官及第三舰队司令长官应务求全歼远东的俄国舰队。
2．联合舰队司令长官要迅速率领舰队出击，首先要全歼黄海海区的俄国舰队。
3．第3舰队司令长官要迅速占领镇海湾，对朝鲜海峡实施警戒。
海军大臣　男爵　山本权兵卫 明治37年2月5日19时15分
与此同时，还传达了海军大臣的训令，对上述命令的要点予以说明。
從日清戰爭至日俄戰爭這八年間，他一直都出任海相，成為海軍事實上的最高層，因此有「陸軍山縣，海軍山本」這樣的說法。

## 組閣
1913年组阁，修改军部大臣现役武官制。次年因西门子事件被迫下台。1923年再度组阁，并兼任外务大臣。在关东大地震时实施戒严令，颁行《治安维持法》，並對社会主义者和朝鲜人展開鎮壓。1924年1月7日，内阁因虎之門事件总辞后，以萨摩派阀巨头坐镇海军。

## 評價
山本被後人普遍認為是日本海軍之父。生出壽在其書《海軍の父山本権兵衛: 日本を救った炯眼なる男の生涯》中，更認為他是拯救了日本海軍的男人。作家司馬遼太郎則評價他是「日本海軍的owner」。

## 轶闻
- 其名字「權兵衛」有兩個讀法：一是「ごんべえ」（羅馬拼音：Gonbee），是名字原來的讀音；另一個則是「ごんのひょうえ」（羅馬拼音：Gonnohyoe），是因為最初神主在進行某艘船的下水禮時所發出的讀音，後來慢慢變成了公稱。這兩個讀音是通用的。
- 和東鄉平八郎是同鄉兼好友。
- 在伏见宫博恭王加入海军时，当时的海军皇族还很少，他特别交待过“千万不要让宫中人遇到麻烦”。后来伏见宫果然成为海军的有力人士。

## 影視形象
- 《坂上之雲》由石坂浩二扮演山本權兵衛[8]

## 家系
```
　　　　　　　　　　　　 阿部圭一━━清二
　　　　　　　　　　　　　　　　　　　┃
　　　　　　　　　　　　　　　　　　　┣━━衛━━空子
　　　　　　　　┏吉藏━━英輔　　　　┃
盛備━盛賢━盛珉┻權兵衛━┳清━━┳滿喜子
　　　　　　　　　　　　　┣イネ　┣千代子
　　　　　　　　　　　　　┣すゑ　┣登茂子
　　　　　　　　　　　　　┣ミね　┗喜美子
　　　　　　　　　　　　　┣なミ
　　　　　　　　　　　　　┗登美

```

| 官衔                                   | 官衔                                                                 | 官衔                     |
| -------------------------------------- | -------------------------------------------------------------------- | ------------------------ |
| 內閣                                   |                                                                      |                          |
| 前任： 內田康哉（代理） 桂太郎         | 內閣總理大臣 1923年9月2日－1924年1月7日 1913年2月20日－1914年4月16日 | 繼任： 清浦奎吾 大隈重信 |
| 臺灣事務局委員                         |                                                                      |                          |
| 1895年6月13日－1896年4月10日           |                                                                      |                          |
| 外務省                                 |                                                                      |                          |
| 前任： 內田康哉                        | 外務大臣 1923年9月2日－1923年9月19日                                 | 繼任： 伊集院彥吉        |
| 海軍省                                 |                                                                      |                          |
| 前任： 西鄉從道                        | 海軍大臣 1898年11月8日－1906年1月7日                                 | 繼任： 齋藤實            |
| 前任： 伊藤雋吉                        | 軍務局長 1895年3月8日－1898年11月9日                                 | 繼任： 諸岡賴之          |
| 军职                                   |                                                                      |                          |
| 軍事參議院                             |                                                                      |                          |
| 軍事參議官 1906年1月7日－1913年2月20日 |                                                                      |                          |
| 高千穗號防護巡洋艦                     |                                                                      |                          |
| 前任： 坪井航三                        | 艦長 1890年9月24日－1891年6月17日                                    | 繼任： 吉島辰寧          |
| 常備艦隊                               |                                                                      |                          |
| 前任： 自己（代理）                    | 高雄號巡洋艦長 1889年8月29日－1890年9月24日                          | 繼任： 有栖川宮威仁親王  |
| 前任： 自己（代理）                    | 高雄號巡洋艦長（代理） 1889年7月29日－1889年8月29日                  | 繼任： 自己              |
| 高雄號巡洋艦                           |                                                                      |                          |
| 前任： 職位創建                        | 艦長（代理） 1889年4月12日－1889年7月29日                            | 繼任： 自己（代理）      |
| 天城號砲艦                             |                                                                      |                          |
| 前任： 木藤貞良                        | 艦長 1886年10月15日－1887年7月11日                                   | 繼任： 有馬新一          |
| 貴族爵位和頭銜                         |                                                                      |                          |
| 山本（權兵衛）伯爵家                   |                                                                      |                          |
| 前任： 陞爵                            | 1907年9月21日－1933年12月9日                                         | 繼任： 山本清            |
| 山本（權兵衛）男爵家                   |                                                                      |                          |
| 前任： 敘爵                            | 1902年2月27日－1907年9月21日                                         | 繼任： 陞爵              |

## 來源
1. ↑  此时为大日本帝国，天皇握有实权，首相听从天皇意旨行政。
2. 1 2  . ニコニコニュース.   [2022-03-19]. （原始内容存档于2022-04-19） （日语）.
3. 1 2  廉德瑰. .
4. ↑  西東社編集部. . : p.94.
5. ↑  Voice編集部. . Voice.
6. ↑  自由時報電子報. . 自由時報電子報. 2018-04-22  [2022-03-21]. （原始内容存档于2022-04-19）.
7. ↑  . ダイヤモンド・オンライン. 2009-02-04  [2022-03-19]. （原始内容存档于2022-04-19） （日语）.
8. ↑  . navicon.jp.   [2022-03-18]. （原始内容存档于2022-04-19）.